# DEAR FREEDOM
「DEAR FREEDOM」（ディア・フリーダム）は、ACIDMANのシングル。

## 収録曲
1. DEAR FREEDOM
ソニー・エリクソン・モバイルコミュニケーションズ×MTVジャパン「Transform Your Xperiaキャンペーン」CF曲。
2. 彩-SAI-(前編）fragment of terra mix by kiyoshi kusaka
3. DIGEST from 8th ALBUM (2010 winter)
2010年冬発売予定の8thアルバムから数曲をダイジェストとして収録。
次作「ALMA」には続編となるダイジェスト「DIGEST from 8th ALBUM (2010 winter) #2」が収録。なお、実際に発表されたアルバムのタイトルも後に「ALMA」に決定した。

## 収録アルバム
- ALMA (#1)
- ACIDMAN THE BEST (#1)